# Mitsuaki Kojima
Mitsuaki Kojima (Nagasaki, 14 juli 1968) is een voormalig Japans voetballer.

## Carrière
Mitsuaki Kojima speelde tussen 1991 en 2002 voor Fujitsu, Sanfrecce Hiroshima en Avispa Fukuoka.